# Strophanthus nicholsonii
Strophanthus nicholsonii là một loài thực vật có hoa trong họ La bố ma. Loài này được Holmes miêu tả khoa học đầu tiên năm 1897.